# Cot Aneuk Batee
Cot Aneuk Batee is een bestuurslaag in het regentschap Bireuen van de provincie Atjeh, Indonesië. Cot Aneuk Batee telt 310 inwoners (volkstelling 2010).